# Fritz Schäfer (Buddhistischer Lehrer)
Fritz Schäfer (* 10. Mai 1923 in Karlsruhe; † 17. Oktober 2012 ebenda) war ein deutscher Rechtsanwalt und Autor. Er war Lehrer des Theravada-Buddhismus sowie Übersetzer aus dem Pali-Kanon.

## Leben und Wirken
Fritz Schäfer wuchs als Einzelkind auf und beschäftigte sich früh mit Literatur, Musik sowie Malerei und Zeichnen. 1940 erfolgte ein Umzug der Familie nach Itzehoe, wo sein Vater als Vorsteher eines Hauptzollamtes tätig war. 1942 legte er das Abitur mit Auszeichnung ab und immatrikulierte sich anschließend an der Universität Hamburg für das Jurastudium. In dieser Zeit machte er die Bekanntschaft von Hellmuth Hecker.
Im Zweiten Weltkrieg erhielt Schäfer 1944 einen Gestellungsbefehl, nachdem er zuvor aus gesundheitlichen Gründen zurückgestellt worden war. Bereits nach zwei Tagen Front-Einsatz wurde er verwundet und kam in Folge in verschiedene Lazarette in Holland und Belgien, bevor er als Kriegsgefangener nach England gebracht wurde. Dort lernte er 1945 in einem Lager Paul Debes kennen. Im Oktober 1945 kehrte er nach Norddeutschland zurück. Gemeinsam mit Hellmuth Hecker besuchte er Debes, der beide mit den buddhistischen Lehrreden des Pali-Kanon bekannt machte und wurde dessen Schüler.
Schäfer nahm 1946 in Kiel sein Jurastudium wieder auf, wurde 1951 promoviert und absolvierte 1952 sein Assessorexamen. Anschließend war er als Angestellter in einer Mannheimer Anwaltskanzlei tätig, später als Teilhaber und Rechtsanwalt für Patentrecht.
Nachdem er sich in den Jahren 1948–1950 parallel zu seinem Jura-Studium intensiv mit der Lehre des Buddha auseinandergesetzt hatte, assistierte Schäfer im von Debes gegründeten Buddhistischen Seminar. 1972 gab er seinen Beruf als Rechtsanwalt auf, um ein kontemplatives Leben zu führen und sich mehr der buddhistischen Lehre widmen zu können. Es folgte in den nächsten Jahren ein intensives Pāli-Studium sowie Übersetzungen von Lehrtexten. 1980 leitete Schäfer erstmals eine Seminarwoche im Haus der Besinnung in Dicken in der Schweiz und hielt seitdem regelmäßig Seminare in der Schweiz, Karlsruhe, Offenburg und in Berlin. Einer seiner Schwerpunkte war die Erforschung der Lehrreden Buddhas, insbesondere auch die Lehrtexte, die nicht für Mönche oder Nonnen, sondern für die im Laienstand lebenden Buddhisten bestimmt waren.
Schäfer erlitt im Jahr 2004 einen Schlaganfall und zog in ein Altenstift in Karlsruhe, wo er am 17. Oktober 2012 starb.

## Veröffentlichungen
- Der Buddha sprach nicht nur für Mönche und Nonnen. Die ganze Lehre erstmals nur nach seinen Reden für Nichtasketen. Werner Kritzkeitz Verlag, Heidelberg 1995, 3. Auflage 2012, ISBN 978-3-921508-80-0.
- Udāna. Verse zum Aufatmen. Und andere Strophen des Buddha und seiner erlösten Nachfolger. Beyerlein & Steinschulte, Stammbach-Herrnschrot 1998, ISBN 3-931095-17-7.
- mit Raimund Beyerlein: Der Buddha und sein Orden. Beyerlein & Steinschulte, Stammbach-Herrnschrot 2001, ISBN 978-3-931095-22-2.
- Realität nach der Lehre des Buddha. Verlag Beyerlein & Steinschulte, Stammbach/Herrnschrot 2007, ISBN 978-3-931095-60-4.
- Rechte Anschauung und ihre Bedeutung in der ursprünglichen Lehre des Buddha. Beyerlein & Steinschulte, Stammbach-Herrnschrot 2008, ISBN 978-3-931095-76-5.
- Welt und Ich in buddhistischer Sicht. Texte von Fritz Schäfer und Paul Dahlke, Hrsg. Raimund Beyerlein, Beyerlein & Steinschulte, Stammbach 2015, ISBN 978-3-931095-97-0.
- Die sieben Erwachungsglieder. Eine Gipfelstrecke in der Lehre des Buddha. Hrsg.: Korvin Reich, René Hirschfeld. Beyerlein & Steinschulte, Stammbach-Herrnschrot 2021, ISBN 978-3-945224-09-0.